# Llista de topònims de les Planes d'Hostoles
Llista de topònims (noms propis de lloc) del municipi de les Planes d'Hostoles, a la Garrotxa
Informació actualitzada per un bot. Els canvis manuals es perdran quan s'actualitzi!

## castell
| imatge | Nom                   | Ubicat a                                      | instància de | Detalls                      | coordenades                                                | Protecció                                            | Commons (més fotos)         | Dades a WD                    |
| ------ | --------------------- | --------------------------------------------- | ------------ | ---------------------------- | ---------------------------------------------------------- | ---------------------------------------------------- | --------------------------- | ----------------------------- |
|        | castell d'Hostoles    | les Planes d'Hostoles Sant Feliu de Pallerols | castell      | Estil: arquitectura romànica | 42° 04′ 12″ N, 2° 31′ 51″ E / 42.0701°N,2.53083°E 599 msnm | bé d'interès cultural bé cultural d'interès nacional | Castell d'Hostoles          | Modifica les dades a Wikidata |
|        | castell de Puig-alder | les Planes d'Hostoles                         | castell      | Estil: arquitectura popular  | 42° 05′ 52″ N, 2° 32′ 01″ E / 42.097778°N,2.533611°E       | bé d'interès cultural bé cultural d'interès nacional | Sant Salvador de Puig-alder | Modifica les dades a Wikidata |

## colònia industrial
| imatge | Nom            | Ubicat a                    | instància de       | Detalls                     | coordenades                                                                           | Protecció                                  | Commons (més fotos) | Dades a WD                    |
| ------ | -------------- | --------------------------- | ------------------ | --------------------------- | ------------------------------------------------------------------------------------- | ------------------------------------------ | ------------------- | ----------------------------- |
|        | Colònia Dussol | les Planes d'Hostoles Dusol | colònia industrial | Estil: arquitectura popular | 42° 02′ 56″ N, 2° 32′ 57″ E / 42.0488°N,2.54924°E ca:Carretera C-63, km 53,9 295 msnm | bé integrant del patrimoni cultural català | Colònia Dussol      | Modifica les dades a Wikidata |
|        | Colònia Majem  | les Planes d'Hostoles       | colònia industrial | Estil: arquitectura popular | 42° 02′ 42″ N, 2° 33′ 17″ E / 42.0449°N,2.55463°E ca:Carretera C-63, km 53 287 msnm   | bé integrant del patrimoni cultural català | Colònia Majem       | Modifica les dades a Wikidata |

## curs d'aigua
| imatge | Nom               | Ubicat a                                           | instància de | Detalls                    | coordenades                                                                                               | Protecció | Commons (més fotos) | Dades a WD                    |
| ------ | ----------------- | -------------------------------------------------- | ------------ | -------------------------- | --- | --------- | ------------------- | ----------------------------- |
|        | Brugent           | les Planes d'Hostoles Sant Feliu de Pallerols Amer | curs d'aigua | Desemboca: Ter Llarg: 22km | 42° 04′ 07″ N, 2° 31′ 30″ E / 42.06873889°N,2.524975°E 41° 59′ 00″ N, 2° 37′ 00″ E / 41.98333°N,2.61667°E |           | Brugent River       | Modifica les dades a Wikidata |
|        | riera de Cogolls  | les Planes d'Hostoles                              | curs d'aigua |                            | 42° 05′ 32″ N, 2° 32′ 33″ E / 42.092209°N,2.542423°E                                                      |           |                     | Modifica les dades a Wikidata |
|        | vall d’Aiguabella | les Planes d'Hostoles Sant Feliu de Pallerols      | curs d'aigua |                            | |           |                     | Modifica les dades a Wikidata |

## entitat singular de població
| imatge | Nom                   | Ubicat a              | instància de                                                                   | Detalls  | coordenades                                                                  | Protecció | Commons (més fotos) | Dades a WD                    |
| ------ | --------------------- | --------------------- | ------------------------------------------------------------------------------ | -------- | ---------------------------------------------------------------------------- | --------- | ------------------- | ----------------------------- |
|        | Cogolls               | les Planes d'Hostoles | entitat singular de població ens local històric de Catalunya                   | 58 hab   | 42° 05′ 07″ N, 2° 32′ 30″ E / 42.0851672920435°N,2.54153924473654°E 465 msnm |           |                     | Modifica les dades a Wikidata |
|        | Dusol                 | les Planes d'Hostoles | entitat singular de població                                                   | 4 hab    | 42° 02′ 55″ N, 2° 32′ 54″ E / 42.04860488°N,2.54841036°E 318 msnm            |           |                     | Modifica les dades a Wikidata |
|        | Planjuí               | les Planes d'Hostoles | entitat singular de població                                                   | 23 hab   | 42° 03′ 01″ N, 2° 33′ 27″ E / 42.05027921°N,2.55744973°E 367 msnm            |           |                     | Modifica les dades a Wikidata |
|        | Pocafarina            | les Planes d'Hostoles | entitat singular de població                                                   | 109 hab  | 42° 03′ 27″ N, 2° 33′ 00″ E / 42.0574067561997°N,2.55002966147916°E 335 msnm |           |                     | Modifica les dades a Wikidata |
|        | la Costa              | les Planes d'Hostoles | entitat singular de població                                                   | 34 hab   | 42° 02′ 35″ N, 2° 31′ 59″ E / 42.04314838°N,2.53299476°E 643 msnm            |           |                     | Modifica les dades a Wikidata |
|        | la Farga              | les Planes d'Hostoles | entitat singular de població                                                   | 0 hab    | 42° 02′ 42″ N, 2° 33′ 18″ E / 42.04506389°N,2.55498457°E 281 msnm            |           |                     | Modifica les dades a Wikidata |
|        | les Encies            | les Planes d'Hostoles | entitat singular de població ens local històric de Catalunya                   | 61 hab   | 42° 03′ 57″ N, 2° 34′ 33″ E / 42.06583333°N,2.57583333°E 453 msnm            |           | Les Encies          | Modifica les dades a Wikidata |
|        | les Planes d'Hostoles | les Planes d'Hostoles | entitat singular de població ens local històric de Catalunya capital municipal | 1459 hab | 42° 03′ 24″ N, 2° 32′ 27″ E / 42.05669°N,2.54093°E 371 msnm                  |           |                     | Modifica les dades a Wikidata |

## església
| imatge | Nom                                        | Ubicat a                         | instància de     | Detalls                                                    | coordenades                                                                                | Protecció                                  | Commons (més fotos)                        | Dades a WD                    |
| ------ | ------------------------------------------ | -------------------------------- | ---------------- | ---------------------------------------------------------- | ------------------------------------------------------------------------------------------ | ------------------------------------------ | ------------------------------------------ | ----------------------------- |
|        | Ermita de l'Àngel de les Planes d'Hostoles | les Planes d'Hostoles            | església capella |                                                            | 42° 03′ 32″ N, 2° 32′ 01″ E / 42.05901°N,2.533656°E 372 msnm                               |                                            | Ermita de l'Àngel de les Planes d'Hostoles | Modifica les dades a Wikidata |
|        | Mare de Déu de Núria de les Encies         | les Planes d'Hostoles les Encies | església capella |                                                            | 42° 02′ 14″ N, 2° 34′ 42″ E / 42.0373483093524°N,2.57827335480195°E 222 msnm               |                                            | Mare de Déu de Núria de les Encies         | Modifica les dades a Wikidata |
|        | Sant Cristòfol                             | les Planes d'Hostoles            | església         | Arquitecte: Lluís Bonet i Garí Estil: arquitectura popular | 42° 03′ 19″ N, 2° 32′ 13″ E / 42.0554°N,2.536832°E ca:Pl. Església 2 les Planes d'Hostoles | bé integrant del patrimoni cultural català | Sant Cristòfol de les Planes               | Modifica les dades a Wikidata |
|        | Sant Cristòfol de Cogolls                  | les Planes d'Hostoles Cogolls    | església         |                                                            | 42° 05′ 07″ N, 2° 32′ 31″ E / 42.0853°N,2.54191°E ca:Cogolls                               | bé integrant del patrimoni cultural català | Sant Cristòfol de Cogolls                  | Modifica les dades a Wikidata |
|        | Sant Pelegrí de les Planes d'Hostoles      | les Planes d'Hostoles Cogolls    | església         | Estil: arquitectura popular                                | 42° 04′ 31″ N, 2° 32′ 31″ E / 42.075398°N,2.54203°E                                        | bé integrant del patrimoni cultural català | Sant Pelegrí de les Planes d'Hostoles      | Modifica les dades a Wikidata |
|        | Sant Pere Sacosta                          | les Planes d'Hostoles            | església         | Estat: ruïnós                                              | 42° 03′ 05″ N, 2° 31′ 00″ E / 42.051420815259°N,2.5167081063731°E 825 msnm                 |                                            | Sant Pere Sacosta                          | Modifica les dades a Wikidata |
|        | Sant Salvador de Puig-alder                | les Planes d'Hostoles            | església capella | Estil: arquitectura romànica                               | 42° 05′ 52″ N, 2° 32′ 01″ E / 42.0977°N,2.53363°E                                          | bé integrant del patrimoni cultural català | Sant Salvador de Puig-alder                | Modifica les dades a Wikidata |
|        | Santa Margarida de les Planes d'Hostoles   | les Planes d'Hostoles            | església capella | Estat: ruïnós                                              | 42° 02′ 46″ N, 2° 32′ 57″ E / 42.046027806189°N,2.54909496218622°E                         |                                            | Santa Margarida de les Planes d'Hostoles   | Modifica les dades a Wikidata |
|        | Santa Maria de les Encies                  | les Planes d'Hostoles les Encies | església         |                                                            | 42° 03′ 58″ N, 2° 34′ 35″ E / 42.0661439550216°N,2.57628183256493°E 453 msnm               |                                            | Santa Maria de les Encies                  | Modifica les dades a Wikidata |

## jaciment arqueològic
| imatge | Nom                     | Ubicat a              | instància de              | Detalls | coordenades                                                                | Protecció                                  | Commons (més fotos) | Dades a WD                    |
| ------ | ----------------------- | --------------------- | ------------------------- | ------- | -------------------------------------------------------------------------- | ------------------------------------------ | ------------------- | ----------------------------- |
|        | Avellaneda d'en Minguet | les Planes d'Hostoles | jaciment arqueològic cova |         | 42° 04′ 21″ N, 2° 34′ 18″ E / 42.072368°N,2.571599°E                       | bé integrant del patrimoni cultural català |                     | Modifica les dades a Wikidata |
|        | Camp Vell II            | les Planes d'Hostoles | jaciment arqueològic      |         | 42° 03′ 04″ N, 2° 33′ 36″ E / 42.051023333333°N,2.5599475°E                | bé integrant del patrimoni cultural català |                     | Modifica les dades a Wikidata |
|        | Coma d'Infern           | les Planes d'Hostoles | jaciment arqueològic      |         | 42° 02′ 33″ N, 2° 34′ 00″ E / 42.042583°N,2.566725°E                       | bé integrant del patrimoni cultural català |                     | Modifica les dades a Wikidata |
|        | Puig Mateu              | les Planes d'Hostoles | jaciment arqueològic      |         | 42° 02′ 28″ N, 2° 32′ 59″ E / 42.041196°N,2.549741°E                       | bé integrant del patrimoni cultural català |                     | Modifica les dades a Wikidata |
|        | les Pedreres            | les Planes d'Hostoles | jaciment arqueològic      |         | 42° 02′ 59″ N, 2° 33′ 42″ E / 42.049606388889°N,2.5615283333333°E 360 msnm | bé integrant del patrimoni cultural català |                     | Modifica les dades a Wikidata |
|        | les Planelles           | les Planes d'Hostoles | jaciment arqueològic      |         | 42° 02′ 44″ N, 2° 33′ 45″ E / 42.045584444444°N,2.5625588888889°E          | bé integrant del patrimoni cultural català |                     | Modifica les dades a Wikidata |

## masia
| imatge | Nom                        | Ubicat a                         | instància de | Detalls                     | coordenades                                                                              | Protecció                                  | Commons (més fotos) | Dades a WD                    |
| ------ | -------------------------- | -------------------------------- | ------------ | --------------------------- | ---------------------------------------------------------------------------------------- | ------------------------------------------ | ------------------- | ----------------------------- |
|        | Bosqueró                   | les Planes d'Hostoles            | masia        |                             | 42° 03′ 02″ N, 2° 32′ 23″ E / 42.050457808707°N,2.53971043389397°E                       |                                            |                     | Modifica les dades a Wikidata |
|        | Ca l'Adnet                 | les Planes d'Hostoles            | masia        |                             | 42° 03′ 04″ N, 2° 33′ 31″ E / 42.0510539952472°N,2.55849729400722°E                      |                                            |                     | Modifica les dades a Wikidata |
|        | Ca l'Arigany               | les Planes d'Hostoles            | masia        |                             | 42° 03′ 07″ N, 2° 33′ 27″ E / 42.0520319610288°N,2.55752375839581°E                      |                                            |                     | Modifica les dades a Wikidata |
|        | Ca l'Escloper              | les Planes d'Hostoles            | masia        |                             | 42° 04′ 32″ N, 2° 32′ 29″ E / 42.075547358721°N,2.54129417468325°E                       |                                            |                     | Modifica les dades a Wikidata |
|        | Ca n'Oliver                | les Planes d'Hostoles            | masia        |                             | 42° 05′ 31″ N, 2° 32′ 20″ E / 42.091975084292°N,2.53901133883152°E                       |                                            |                     | Modifica les dades a Wikidata |
|        | Cal Músic                  | les Planes d'Hostoles            | masia        |                             | 42° 04′ 19″ N, 2° 31′ 18″ E / 42.0719276083991°N,2.52165256501008°E                      |                                            |                     | Modifica les dades a Wikidata |
|        | Cal Nasi                   | les Planes d'Hostoles            | masia        |                             | 42° 03′ 45″ N, 2° 34′ 16″ E / 42.0624499371899°N,2.57107293311967°E                      |                                            |                     | Modifica les dades a Wikidata |
|        | Cal Paó                    | les Planes d'Hostoles            | masia        |                             | 42° 02′ 47″ N, 2° 33′ 25″ E / 42.0464901832458°N,2.55681303995535°E                      |                                            |                     | Modifica les dades a Wikidata |
|        | Cal Sastre                 | les Planes d'Hostoles            | masia        |                             | 42° 03′ 29″ N, 2° 32′ 59″ E / 42.0579821165825°N,2.54975971507789°E                      |                                            |                     | Modifica les dades a Wikidata |
|        | Cal Sec                    | les Planes d'Hostoles            | masia        |                             | 42° 03′ 09″ N, 2° 33′ 33″ E / 42.0524701242586°N,2.55904337939206°E                      |                                            |                     | Modifica les dades a Wikidata |
|        | Can Barret                 | les Planes d'Hostoles            | masia        |                             | 42° 02′ 11″ N, 2° 32′ 20″ E / 42.03633333°N,2.53895°E 625 msnm                           |                                            |                     | Modifica les dades a Wikidata |
|        | Can Canvi                  | les Planes d'Hostoles            | masia        |                             | 42° 04′ 27″ N, 2° 32′ 30″ E / 42.0741443619408°N,2.54179991533325°E                      |                                            |                     | Modifica les dades a Wikidata |
|        | Can Codina                 | les Planes d'Hostoles            | masia        | Estil: arquitectura popular | 42° 06′ 33″ N, 2° 32′ 10″ E / 42.10919°N,2.53615°E                                       | bé integrant del patrimoni cultural català |                     | Modifica les dades a Wikidata |
|        | Can Coima                  | les Planes d'Hostoles            | masia        |                             | 42° 02′ 19″ N, 2° 32′ 23″ E / 42.03869444°N,2.53974167°E 565 msnm                        |                                            |                     | Modifica les dades a Wikidata |
|        | Can Cucut                  | les Planes d'Hostoles            | masia        |                             | 42° 03′ 28″ N, 2° 31′ 50″ E / 42.0578066492901°N,2.53068983235221°E                      |                                            |                     | Modifica les dades a Wikidata |
|        | Can Farnors                | les Planes d'Hostoles            | masia        |                             | 42° 03′ 38″ N, 2° 31′ 31″ E / 42.0605940867326°N,2.52519427869127°E                      |                                            |                     | Modifica les dades a Wikidata |
|        | Can Garric                 | les Planes d'Hostoles            | masia        |                             | 42° 03′ 59″ N, 2° 34′ 33″ E / 42.0663314356697°N,2.57583335756883°E                      |                                            |                     | Modifica les dades a Wikidata |
|        | Can Llenç                  | les Planes d'Hostoles            | masia        |                             | 42° 03′ 57″ N, 2° 34′ 31″ E / 42.0657982751278°N,2.57535342060196°E                      |                                            |                     | Modifica les dades a Wikidata |
|        | Can Lluís                  | les Planes d'Hostoles            | masia        |                             | 42° 04′ 12″ N, 2° 33′ 56″ E / 42.0699°N,2.56559°E 421 msnm                               |                                            |                     | Modifica les dades a Wikidata |
|        | Can Marquet                | les Planes d'Hostoles            | masia        |                             | 42° 02′ 12″ N, 2° 32′ 24″ E / 42.0367958692568°N,2.53996609484621°E                      |                                            |                     | Modifica les dades a Wikidata |
|        | Can Mestric                | les Planes d'Hostoles            | masia        |                             | 42° 01′ 50″ N, 2° 32′ 11″ E / 42.0305311925471°N,2.53645961403944°E                      |                                            |                     | Modifica les dades a Wikidata |
|        | Can Montdois               | les Planes d'Hostoles            | masia        |                             | 42° 03′ 06″ N, 2° 33′ 39″ E / 42.0516390239207°N,2.56074095266594°E                      |                                            |                     | Modifica les dades a Wikidata |
|        | Can Nai                    | les Planes d'Hostoles            | masia        |                             | 42° 04′ 33″ N, 2° 32′ 25″ E / 42.0758673754987°N,2.54024012238811°E                      |                                            |                     | Modifica les dades a Wikidata |
|        | Can Nofre                  | les Planes d'Hostoles            | masia        |                             | 42° 04′ 36″ N, 2° 32′ 12″ E / 42.0765290391045°N,2.53680201937401°E                      |                                            |                     | Modifica les dades a Wikidata |
|        | Can Patafí                 | les Planes d'Hostoles            | masia        |                             | 42° 04′ 05″ N, 2° 33′ 26″ E / 42.0681707914224°N,2.55729082357443°E                      |                                            |                     | Modifica les dades a Wikidata |
|        | Can Pau                    | les Planes d'Hostoles            | masia        |                             | 42° 03′ 24″ N, 2° 32′ 59″ E / 42.0566945002817°N,2.54984132282406°E                      |                                            |                     | Modifica les dades a Wikidata |
|        | Can Pipa                   | les Planes d'Hostoles            | masia        |                             | 42° 03′ 43″ N, 2° 31′ 35″ E / 42.0618685643942°N,2.52629673205168°E                      |                                            |                     | Modifica les dades a Wikidata |
|        | Can Plaça                  | les Planes d'Hostoles            | masia        |                             | 42° 04′ 00″ N, 2° 34′ 33″ E / 42.0667362283955°N,2.57569770233715°E                      |                                            |                     | Modifica les dades a Wikidata |
|        | Can Quel                   | les Planes d'Hostoles            | masia        |                             | 42° 04′ 15″ N, 2° 33′ 24″ E / 42.0709158432436°N,2.55678822439658°E                      |                                            |                     | Modifica les dades a Wikidata |
|        | Can Rossinyol              | les Planes d'Hostoles            | masia        |                             | 42° 03′ 25″ N, 2° 31′ 55″ E / 42.0568303934915°N,2.53202641897829°E                      |                                            |                     | Modifica les dades a Wikidata |
|        | Can Rubió                  | les Planes d'Hostoles            | masia        |                             | 42° 03′ 57″ N, 2° 34′ 34″ E / 42.0659181275868°N,2.57610202662721°E                      |                                            |                     | Modifica les dades a Wikidata |
|        | Can Subatxina              | les Planes d'Hostoles            | masia        |                             | 42° 02′ 59″ N, 2° 33′ 25″ E / 42.0497064664737°N,2.55705653387555°E                      |                                            |                     | Modifica les dades a Wikidata |
|        | Can Torre                  | les Planes d'Hostoles            | masia        |                             | 42° 03′ 44″ N, 2° 34′ 17″ E / 42.0622714361501°N,2.57150924782566°E                      |                                            |                     | Modifica les dades a Wikidata |
|        | Can Tupí                   | les Planes d'Hostoles            | masia        |                             | 42° 04′ 40″ N, 2° 32′ 33″ E / 42.0778303821746°N,2.54238996076299°E                      |                                            |                     | Modifica les dades a Wikidata |
|        | Can Tupí                   | les Planes d'Hostoles            | masia        |                             | 42° 03′ 52″ N, 2° 32′ 42″ E / 42.0644125580659°N,2.54513335537311°E                      |                                            |                     | Modifica les dades a Wikidata |
|        | Can Vermell                | les Planes d'Hostoles            | masia        |                             | 42° 03′ 37″ N, 2° 31′ 45″ E / 42.0601780181883°N,2.52913743916711°E                      |                                            |                     | Modifica les dades a Wikidata |
|        | Canoves                    | les Planes d'Hostoles            | masia        |                             | 42° 02′ 28″ N, 2° 35′ 03″ E / 42.0411973081259°N,2.58408374548724°E                      |                                            |                     | Modifica les dades a Wikidata |
|        | Casa Nova de l'Estanyol    | les Planes d'Hostoles            | masia        |                             | 42° 06′ 00″ N, 2° 32′ 09″ E / 42.1000685972699°N,2.53595349506286°E                      |                                            |                     | Modifica les dades a Wikidata |
|        | Casa Nova del Camp Vell    | les Planes d'Hostoles            | masia        |                             | 42° 02′ 49″ N, 2° 33′ 30″ E / 42.0469368504289°N,2.55819954610697°E                      |                                            |                     | Modifica les dades a Wikidata |
|        | Casanova de la Creu        | les Planes d'Hostoles            | masia        |                             | 42° 04′ 15″ N, 2° 33′ 47″ E / 42.0709666425135°N,2.56298908087094°E                      |                                            |                     | Modifica les dades a Wikidata |
|        | Engelats                   | les Planes d'Hostoles            | masia        |                             | 42° 03′ 25″ N, 2° 33′ 32″ E / 42.056994857933°N,2.5589646029545°E                        |                                            |                     | Modifica les dades a Wikidata |
|        | Ferrers                    | les Planes d'Hostoles            | masia        |                             | 42° 02′ 58″ N, 2° 32′ 25″ E / 42.0495239139014°N,2.54040596742103°E                      |                                            |                     | Modifica les dades a Wikidata |
|        | Gironella                  | les Planes d'Hostoles            | masia        |                             | 42° 03′ 47″ N, 2° 33′ 17″ E / 42.0629455783321°N,2.55459555149328°E                      |                                            |                     | Modifica les dades a Wikidata |
|        | Hostal del Fang            | les Planes d'Hostoles            | masia        |                             | 42° 02′ 13″ N, 2° 34′ 43″ E / 42.0369357468134°N,2.57874726801689°E                      |                                            |                     | Modifica les dades a Wikidata |
|        | Mas Déu                    | les Planes d'Hostoles            | masia        |                             | 42° 05′ 47″ N, 2° 31′ 55″ E / 42.0964764302611°N,2.53186807515023°E                      |                                            |                     | Modifica les dades a Wikidata |
|        | Mas Ferriol                | les Planes d'Hostoles            | masia        |                             | 42° 04′ 52″ N, 2° 32′ 24″ E / 42.081234181995°N,2.53997166941621°E                       |                                            |                     | Modifica les dades a Wikidata |
|        | Mas Joan                   | les Planes d'Hostoles            | masia        |                             | 42° 03′ 09″ N, 2° 31′ 50″ E / 42.0524204995992°N,2.53063280831717°E                      |                                            |                     | Modifica les dades a Wikidata |
|        | Maserús                    | les Planes d'Hostoles            | masia        |                             | 42° 02′ 58″ N, 2° 31′ 23″ E / 42.0495611928582°N,2.5230529826982°E                       |                                            |                     | Modifica les dades a Wikidata |
|        | Puigmateu                  | les Planes d'Hostoles            | masia        |                             | 42° 02′ 28″ N, 2° 33′ 00″ E / 42.0412394317424°N,2.54989001498623°E                      |                                            |                     | Modifica les dades a Wikidata |
|        | Telledes del Roc           | les Planes d'Hostoles            | masia        |                             | 42° 02′ 37″ N, 2° 35′ 25″ E / 42.0435251887159°N,2.59025502336572°E                      |                                            |                     | Modifica les dades a Wikidata |
|        | Vilamala                   | les Planes d'Hostoles            | masia        |                             | 42° 03′ 57″ N, 2° 33′ 01″ E / 42.0657118844089°N,2.55030945891351°E                      |                                            |                     | Modifica les dades a Wikidata |
|        | el Bosc                    | les Planes d'Hostoles            | masia        |                             | 42° 04′ 35″ N, 2° 33′ 16″ E / 42.0763735742344°N,2.55440495527247°E                      |                                            |                     | Modifica les dades a Wikidata |
|        | el Camp Vell               | les Planes d'Hostoles            | masia        |                             | 42° 02′ 49″ N, 2° 33′ 31″ E / 42.0470191162449°N,2.55851314936843°E                      |                                            |                     | Modifica les dades a Wikidata |
|        | el Cos                     | les Planes d'Hostoles            | masia        |                             | 42° 03′ 55″ N, 2° 32′ 13″ E / 42.0651903512273°N,2.53693279748452°E                      |                                            |                     | Modifica les dades a Wikidata |
|        | el Duran                   | les Planes d'Hostoles            | masia        |                             | 42° 03′ 44″ N, 2° 31′ 40″ E / 42.06213889°N,2.52779444°E 397 msnm                        |                                            |                     | Modifica les dades a Wikidata |
|        | el Fontanil                | les Planes d'Hostoles            | masia        |                             | 42° 05′ 04″ N, 2° 32′ 35″ E / 42.08435833°N,2.54303056°E 455 msnm                        |                                            |                     | Modifica les dades a Wikidata |
|        | el Grèvol                  | les Planes d'Hostoles            | masia        |                             | 42° 03′ 36″ N, 2° 30′ 54″ E / 42.060100559273°N,2.514864374002°E                         |                                            |                     | Modifica les dades a Wikidata |
|        | el Jonquer                 | les Planes d'Hostoles            | masia        | Estil: arquitectura popular | 42° 03′ 16″ N, 2° 32′ 45″ E / 42.054339°N,2.545734°E ca:Carretera de les Encies 341 msnm | bé cultural d'interès local                | El Jonquer          | Modifica les dades a Wikidata |
|        | el Julià                   | les Planes d'Hostoles            | masia        |                             | 42° 04′ 42″ N, 2° 33′ 36″ E / 42.0783311493513°N,2.55989199452979°E                      |                                            |                     | Modifica les dades a Wikidata |
|        | el Llober                  | les Planes d'Hostoles            | masia        |                             | 42° 03′ 43″ N, 2° 32′ 21″ E / 42.0620737856239°N,2.53909474305191°E                      |                                            |                     | Modifica les dades a Wikidata |
|        | el Masnou                  | les Planes d'Hostoles            | masia        |                             | 42° 03′ 24″ N, 2° 30′ 39″ E / 42.0566244597299°N,2.51072136857624°E                      |                                            |                     | Modifica les dades a Wikidata |
|        | el Noguerot                | les Planes d'Hostoles            | masia        |                             | 42° 05′ 27″ N, 2° 32′ 36″ E / 42.0908486481489°N,2.54336048726676°E                      |                                            |                     | Modifica les dades a Wikidata |
|        | el Pla Boscàs              | les Planes d'Hostoles            | masia        |                             | 42° 05′ 13″ N, 2° 33′ 34″ E / 42.0869939761199°N,2.55951775227276°E                      |                                            |                     | Modifica les dades a Wikidata |
|        | el Portet                  | les Planes d'Hostoles            | masia        |                             | 42° 05′ 54″ N, 2° 32′ 09″ E / 42.0983023518251°N,2.53571241302902°E                      |                                            |                     | Modifica les dades a Wikidata |
|        | el Quer                    | les Planes d'Hostoles            | masia        |                             | 42° 03′ 44″ N, 2° 30′ 34″ E / 42.062197449115°N,2.5093745831563°E                        |                                            |                     | Modifica les dades a Wikidata |
|        | el Rigall                  | les Planes d'Hostoles            | masia        |                             | 42° 04′ 26″ N, 2° 31′ 26″ E / 42.0739268856691°N,2.52377724961406°E                      |                                            |                     | Modifica les dades a Wikidata |
|        | el Siubès                  | les Planes d'Hostoles les Encies | masia        | Estil: arquitectura popular | 42° 03′ 39″ N, 2° 36′ 02″ E / 42.06096°N,2.60058°E 483 msnm                              | bé integrant del patrimoni cultural català | El Siubès           | Modifica les dades a Wikidata |
|        | el Solaric                 | les Planes d'Hostoles            | masia        |                             | 42° 04′ 26″ N, 2° 33′ 17″ E / 42.0737718394365°N,2.55470119366444°E                      |                                            |                     | Modifica les dades a Wikidata |
|        | el Soler d'Amunt           | les Planes d'Hostoles            | masia        |                             | 42° 03′ 37″ N, 2° 34′ 21″ E / 42.0603296768934°N,2.57248919184577°E                      |                                            |                     | Modifica les dades a Wikidata |
|        | el Soler d'Avall           | les Planes d'Hostoles            | masia        |                             | 42° 02′ 52″ N, 2° 34′ 39″ E / 42.0477030858053°N,2.5775161023191°E                       |                                            |                     | Modifica les dades a Wikidata |
|        | el Torrent                 | les Planes d'Hostoles            | masia        |                             | 42° 04′ 30″ N, 2° 33′ 28″ E / 42.0748910654699°N,2.5576551435862°E                       |                                            |                     | Modifica les dades a Wikidata |
|        | el Traiter                 | les Planes d'Hostoles            | masia        |                             | 42° 06′ 36″ N, 2° 31′ 51″ E / 42.1099367032363°N,2.53078930976787°E                      |                                            |                     | Modifica les dades a Wikidata |
|        | el Vilar                   | les Planes d'Hostoles            | masia        |                             | 42° 04′ 39″ N, 2° 31′ 56″ E / 42.077603811519°N,2.5322255323575°E                        |                                            |                     | Modifica les dades a Wikidata |
|        | el Vilà                    | les Planes d'Hostoles            | masia        |                             | 42° 05′ 40″ N, 2° 32′ 39″ E / 42.094319798265°N,2.54427880772445°E                       |                                            |                     | Modifica les dades a Wikidata |
|        | els Valls                  | les Planes d'Hostoles            | masia        |                             | 42° 04′ 28″ N, 2° 33′ 39″ E / 42.0745162367661°N,2.56089754531697°E                      |                                            |                     | Modifica les dades a Wikidata |
|        | l'Arbocet                  | les Planes d'Hostoles            | masia        |                             | 42° 03′ 33″ N, 2° 34′ 31″ E / 42.0592°N,2.5752°E                                         |                                            |                     | Modifica les dades a Wikidata |
|        | l'Avellaneda de Cogolls    | les Planes d'Hostoles            | masia        |                             | 42° 04′ 45″ N, 2° 32′ 30″ E / 42.0791429801812°N,2.54180022559044°E                      |                                            |                     | Modifica les dades a Wikidata |
|        | l'Avellaneda de les Encies | les Planes d'Hostoles            | masia        |                             | 42° 04′ 22″ N, 2° 33′ 23″ E / 42.0727423907985°N,2.55632824379064°E                      |                                            |                     | Modifica les dades a Wikidata |
|        | l'Ermenguer                | les Planes d'Hostoles            | masia        |                             | 42° 04′ 08″ N, 2° 34′ 23″ E / 42.0689515096366°N,2.57318078614039°E                      |                                            |                     | Modifica les dades a Wikidata |
|        | l'Estanyol d'Amunt         | les Planes d'Hostoles            | masia        |                             | 42° 06′ 13″ N, 2° 32′ 04″ E / 42.10364°N,2.53441°E 639 msnm                              | bé integrant del patrimoni cultural català |                     | Modifica les dades a Wikidata |
|        | l'Estanyol d'Avall         | les Planes d'Hostoles            | masia        |                             | 42° 06′ 03″ N, 2° 32′ 06″ E / 42.1007674104718°N,2.53504136601056°E                      |                                            |                     | Modifica les dades a Wikidata |
|        | l'Hoste                    | les Planes d'Hostoles            | masia        |                             | 42° 05′ 20″ N, 2° 32′ 29″ E / 42.0888772838669°N,2.54136743303341°E                      |                                            |                     | Modifica les dades a Wikidata |
|        | l'Olivar                   | les Planes d'Hostoles            | masia        |                             | 42° 03′ 20″ N, 2° 32′ 01″ E / 42.0554230482393°N,2.53366824972344°E                      |                                            |                     | Modifica les dades a Wikidata |
|        | l'Oliveda                  | les Planes d'Hostoles            | masia        |                             | 42° 03′ 30″ N, 2° 34′ 52″ E / 42.0582272598989°N,2.58120500827412°E                      |                                            |                     | Modifica les dades a Wikidata |
|        | l'Omera                    | les Planes d'Hostoles            | masia        |                             | 42° 03′ 30″ N, 2° 33′ 23″ E / 42.0584403960349°N,2.55642781248036°E                      |                                            |                     | Modifica les dades a Wikidata |
|        | l'Oriol                    | les Planes d'Hostoles            | masia        |                             | 42° 02′ 11″ N, 2° 34′ 48″ E / 42.0363462404934°N,2.58009221523177°E                      |                                            |                     | Modifica les dades a Wikidata |
|        | la Canova                  | les Planes d'Hostoles            | masia        |                             | 42° 05′ 35″ N, 2° 32′ 13″ E / 42.0929935182198°N,2.53694827190141°E                      |                                            |                     | Modifica les dades a Wikidata |
|        | la Canovica                | les Planes d'Hostoles            | masia        |                             | 42° 04′ 18″ N, 2° 33′ 28″ E / 42.0716488966185°N,2.55770183220288°E                      |                                            |                     | Modifica les dades a Wikidata |
|        | la Catedral                | les Planes d'Hostoles            | masia        |                             | 42° 05′ 06″ N, 2° 32′ 47″ E / 42.0850603753867°N,2.54636424405466°E                      |                                            |                     | Modifica les dades a Wikidata |
|        | la Clota                   | les Planes d'Hostoles            | masia        |                             | 42° 04′ 15″ N, 2° 32′ 40″ E / 42.0708135756042°N,2.54447116420436°E                      |                                            |                     | Modifica les dades a Wikidata |
|        | la Costa                   | les Planes d'Hostoles            | masia        |                             | 42° 02′ 34″ N, 2° 32′ 15″ E / 42.0427391849791°N,2.53747042160468°E                      |                                            |                     | Modifica les dades a Wikidata |
|        | la Curenya                 | les Planes d'Hostoles            | masia        |                             | 42° 04′ 15″ N, 2° 31′ 31″ E / 42.0708526604955°N,2.52522662567813°E                      |                                            |                     | Modifica les dades a Wikidata |
|        | la Farinera                | les Planes d'Hostoles            | masia        |                             | 42° 03′ 33″ N, 2° 32′ 35″ E / 42.0592259755092°N,2.54316411340777°E                      |                                            |                     | Modifica les dades a Wikidata |
|        | la Fusada                  | les Planes d'Hostoles            | masia        |                             | 42° 02′ 45″ N, 2° 34′ 49″ E / 42.0457680870486°N,2.58035642758844°E                      |                                            |                     | Modifica les dades a Wikidata |
|        | la Fàbrega                 | les Planes d'Hostoles            | masia        |                             | 42° 03′ 25″ N, 2° 33′ 58″ E / 42.057022493475°N,2.5662156331996°E                        |                                            |                     | Modifica les dades a Wikidata |
|        | la Gabella                 | les Planes d'Hostoles            | masia        |                             | 42° 03′ 54″ N, 2° 32′ 47″ E / 42.0649123531619°N,2.54625387665976°E                      |                                            |                     | Modifica les dades a Wikidata |
|        | la Llereda                 | les Planes d'Hostoles            | masia        |                             | 42° 06′ 00″ N, 2° 32′ 34″ E / 42.0999698891993°N,2.54277502334447°E                      |                                            |                     | Modifica les dades a Wikidata |
|        | la Penosa                  | les Planes d'Hostoles            | masia        |                             | 42° 06′ 51″ N, 2° 32′ 14″ E / 42.1140698550775°N,2.53724244774329°E                      |                                            |                     | Modifica les dades a Wikidata |
|        | la Pineda                  | les Planes d'Hostoles            | masia        |                             | 42° 04′ 25″ N, 2° 32′ 12″ E / 42.0737449840087°N,2.53654422431847°E                      |                                            |                     | Modifica les dades a Wikidata |
|        | la Pruenca                 | les Planes d'Hostoles            | masia        |                             | 42° 04′ 58″ N, 2° 32′ 45″ E / 42.0826538411459°N,2.54590986351128°E                      |                                            |                     | Modifica les dades a Wikidata |
|        | la Reveja                  | les Planes d'Hostoles            | masia        |                             | 42° 04′ 36″ N, 2° 32′ 44″ E / 42.0766355545062°N,2.54542084510745°E                      |                                            |                     | Modifica les dades a Wikidata |
|        | la Ribota                  | les Planes d'Hostoles            | masia        |                             | 42° 04′ 48″ N, 2° 32′ 30″ E / 42.0800162006035°N,2.54169722468322°E                      |                                            |                     | Modifica les dades a Wikidata |
|        | la Roureda                 | les Planes d'Hostoles            | masia        |                             | 42° 03′ 11″ N, 2° 32′ 32″ E / 42.0530342705676°N,2.54210877644583°E                      |                                            |                     | Modifica les dades a Wikidata |
|        | la Rovirota                | les Planes d'Hostoles            | masia        |                             | 42° 02′ 46″ N, 2° 31′ 31″ E / 42.0462287801267°N,2.5252287599458°E                       |                                            |                     | Modifica les dades a Wikidata |
|        | la Sort                    | les Planes d'Hostoles            | masia        |                             | 42° 03′ 47″ N, 2° 34′ 35″ E / 42.0631364243729°N,2.5764589564132°E                       |                                            |                     | Modifica les dades a Wikidata |
|        | la Xoriguera               | les Planes d'Hostoles            | masia        |                             | 42° 02′ 27″ N, 2° 31′ 55″ E / 42.0407268022493°N,2.53206002286873°E                      |                                            |                     | Modifica les dades a Wikidata |
|        | les Telledes               | les Planes d'Hostoles            | masia        |                             | 42° 03′ 55″ N, 2° 33′ 34″ E / 42.0651973836053°N,2.55930584232785°E                      |                                            |                     | Modifica les dades a Wikidata |

## molí d'aigua
| imatge | Nom                  | Ubicat a              | instància de | Detalls | coordenades                                                         | Protecció | Commons (més fotos) | Dades a WD                    |
| ------ | -------------------- | --------------------- | ------------ | ------- | ------------------------------------------------------------------- | --------- | ------------------- | ----------------------------- |
|        | Molí de Sant Pelegrí | les Planes d'Hostoles | molí d'aigua |         | 42° 04′ 32″ N, 2° 32′ 35″ E / 42.0756539978781°N,2.54319138209736°E |           |                     | Modifica les dades a Wikidata |
|        | Molí de Vilamala     | les Planes d'Hostoles | molí d'aigua |         | 42° 03′ 48″ N, 2° 33′ 01″ E / 42.0634240977971°N,2.55027725642896°E |           |                     | Modifica les dades a Wikidata |
|        | Molí del Murris      | les Planes d'Hostoles | molí d'aigua |         | 42° 04′ 24″ N, 2° 32′ 33″ E / 42.0732378637186°N,2.54259219163075°E |           |                     | Modifica les dades a Wikidata |

## muntanya
| imatge | Nom                        | Ubicat a                                      | instància de | Detalls | coordenades                                                          | Protecció | Commons (més fotos) | Dades a WD                    |
| ------ | -------------------------- | --------------------------------------------- | ------------ | ------- | -------------------------------------------------------------------- | --------- | ------------------- | ----------------------------- |
|        | Monticalvari               | les Planes d'Hostoles                         | muntanya     |         | 42° 03′ 57″ N, 2° 32′ 04″ E / 42.06591667°N,2.53440833°E 523.7 msnm  |           |                     | Modifica les dades a Wikidata |
|        | Penjabocs                  | les Planes d'Hostoles Sant Aniol de Finestres | muntanya     |         | 42° 04′ 27″ N, 2° 34′ 23″ E / 42.0743°N,2.57303°E 614.5 msnm         |           |                     | Modifica les dades a Wikidata |
|        | Puig Alt de la Nespleda    | les Planes d'Hostoles Sant Feliu de Pallerols | muntanya     |         | 42° 04′ 57″ N, 2° 31′ 48″ E / 42.0824°N,2.52997°E 702.5 msnm         |           |                     | Modifica les dades a Wikidata |
|        | Puig Rodó                  | les Planes d'Hostoles                         | muntanya     |         | 42° 06′ 11″ N, 2° 33′ 15″ E / 42.1031°N,2.55404°E 807.6 msnm         |           |                     | Modifica les dades a Wikidata |
|        | Puig Sariol                | les Planes d'Hostoles                         | muntanya     |         | 42° 04′ 38″ N, 2° 33′ 05″ E / 42.0772°N,2.55131°E 553.5 msnm         |           |                     | Modifica les dades a Wikidata |
|        | Roca del Migdia            | les Planes d'Hostoles Sant Aniol de Finestres | muntanya     |         | 42° 05′ 12″ N, 2° 34′ 00″ E / 42.0866°N,2.56674°E 787.9 msnm         |           |                     | Modifica les dades a Wikidata |
|        | Roques del Serrat del Moro | les Planes d'Hostoles Susqueda                | muntanya     |         | 42° 02′ 28″ N, 2° 30′ 57″ E / 42.04119444°N,2.51585833°E 1151.8 msnm |           |                     | Modifica les dades a Wikidata |
|        | l'Aulina de la Creu        | les Planes d'Hostoles Sant Aniol de Finestres | muntanya     |         | 42° 03′ 31″ N, 2° 36′ 05″ E / 42.0585°N,2.60147°E 506.2 msnm         |           |                     | Modifica les dades a Wikidata |
|        | la Tremoleda               | les Planes d'Hostoles Sant Aniol de Finestres | muntanya     |         | 42° 06′ 06″ N, 2° 33′ 07″ E / 42.1018°N,2.55183°E 847.8 msnm         |           |                     | Modifica les dades a Wikidata |

## serra
| imatge | Nom                | Ubicat a                                      | instància de | Detalls | coordenades                                                                                                 | Protecció | Commons (més fotos) | Dades a WD                    |
| ------ | ------------------ | --------------------------------------------- | ------------ | ------- | --- | --------- | ------------------- | ----------------------------- |
|        | serra de les Medes | les Planes d'Hostoles Sant Aniol de Finestres | serra        |         | 42° 06′ 46″ N, 2° 32′ 52″ E / 42.1128°N,2.54778°E 42° 06′ 00″ N, 2° 34′ 00″ E / 42.1°N,2.56667°E 887.3 msnm |           |                     | Modifica les dades a Wikidata |
|        | serra del Moro     | les Planes d'Hostoles                         | serra        |         | 42° 02′ 32″ N, 2° 30′ 52″ E / 42.0422°N,2.51435°E 1151.8 msnm                                               |           |                     | Modifica les dades a Wikidata |

## volcà extint
| imatge | Nom                 | Ubicat a                                      | instància de | Detalls | coordenades | Protecció | Commons (més fotos) | Dades a WD                    |
| ------ | ------------------- | --------------------------------------------- | ------------ | ------- | --- | --------- | ------------------- | ----------------------------- |
|        | Volcà de les Medes  | Sant Aniol de Finestres les Planes d'Hostoles | volcà extint |         | 42° 06′ 11″ N, 2° 33′ 15″ E / 42.10308333333333°N,2.5540555555555553°E Zona Volcànica de la Garrotxa Pla d'Espais d'Interès Natural Reserva Natural dels Volcans de les Medes, de Puig Rodó i de Llacunagra 830 msnm |           |                     | Modifica les dades a Wikidata |
|        | Volcà del Puig Rodó | Sant Aniol de Finestres les Planes d'Hostoles | volcà extint |         | 42° 06′ 18″ N, 2° 33′ 09″ E / 42.104899°N,2.552612°E Zona Volcànica de la Garrotxa 843 856.6 msnm |           |                     | Modifica les dades a Wikidata |
|        | Volcà del Traiter   | les Planes d'Hostoles                         | volcà extint |         | 42° 06′ 29″ N, 2° 31′ 53″ E / 42.1081°N,2.53152°E Zona Volcànica de la Garrotxa 679 msnm |           | Volcà del Traiter   | Modifica les dades a Wikidata |

## àrea protegida
| imatge | Nom                                                                     | Ubicat a                                      | instància de                           | Detalls                     | coordenades | Protecció | Commons (més fotos) | Dades a WD                    |
| ------ | ----------------------------------------------------------------------- | --------------------------------------------- | -------------------------------------- | --------------------------- | ----------- | --------- | ------------------- | ----------------------------- |
|        | Reserva Natural del Volcà del Traiter                                   | les Planes d'Hostoles                         | àrea protegida Reserva Natural Parcial | 1982 Superfície: 33.53517ha |             |           |                     | Modifica les dades a Wikidata |
|        | Reserva Natural dels Volcans de les Medes, de Puig Rodó i de Llacunagra | Sant Aniol de Finestres les Planes d'Hostoles | àrea protegida Reserva Natural Parcial | 1982 Superfície: 23.34798ha |             |           |                     | Modifica les dades a Wikidata |

## Misc
| imatge | Nom                                          | Ubicat a              | instància de                  | Detalls                                                                             | coordenades                                                                                             | Protecció                                  | Commons (més fotos)                          | Dades a WD                    |
| ------ | -------------------------------------------- | --------------------- | ----------------------------- | ----------------------------------------------------------------------------------- | --- | ------------------------------------------ | -------------------------------------------- | ----------------------------- |
|        | Balmes de les Planelles                      | les Planes d'Hostoles | abric rocós                   |                                                                                     | 42° 02′ 33″ N, 2° 34′ 10″ E / 42.0424497741039°N,2.56957630830736°E                                     |                                            |                                              | Modifica les dades a Wikidata |
|        | Cementiri Municipal de les Planes d'Hostoles | les Planes d'Hostoles | cementiri cementiri municipal |                                                                                     | 42° 03′ 44″ N, 2° 32′ 05″ E / 42.0620945°N,2.5347085°E                                                  |                                            | Cementiri Municipal de les Planes d'Hostoles | Modifica les dades a Wikidata |
|        | Escola Pública de les Planes                 | les Planes d'Hostoles | edifici escolar               | Arquitecte: Joan Roca i Pinet Estil: arquitectura modernista modernisme català 1918 | 42° 03′ 30″ N, 2° 32′ 19″ E / 42.058333333333°N,2.5386111111111°E ca:Avinguda Narcís Arnau, 58          | bé integrant del patrimoni cultural català | Escola Pública de les Planes                 | Modifica les dades a Wikidata |
|        | Oratori de Santa Maria de les Encies         | les Encies            | oratori                       |                                                                                     | 42° 03′ 59″ N, 2° 34′ 35″ E / 42.06641246914135°N,2.576318173681174°E                                   |                                            | Oratori de Santa Maria de les Encies         | Modifica les dades a Wikidata |
|        | Pont de Rastell                              | les Planes d'Hostoles | pont                          |                                                                                     | 42° 02′ 06″ N, 2° 34′ 50″ E / 42.0348884014983°N,2.58042800661533°E                                     |                                            |                                              | Modifica les dades a Wikidata |
|        | Rajoleria del Saltant del Fontanil           | les Planes d'Hostoles | teuleria                      | Estil: arquitectura popular                                                         | | bé integrant del patrimoni cultural català |                                              | Modifica les dades a Wikidata |
|        | Roques Encantades                            | les Planes d'Hostoles | indret                        |                                                                                     | 42° 03′ 10″ N, 2° 30′ 13″ E / 42.052694°N,2.503632°E 1108 msnm                                          |                                            | Roques Encantades                            | Modifica les dades a Wikidata |
|        | casa consistorial de les Planes d'Hostoles   | les Planes d'Hostoles | casa consistorial             |                                                                                     | 42° 03′ 21″ N, 2° 32′ 14″ E / 42.0557579°N,2.5372089°E                                                  |                                            |                                              | Modifica les dades a Wikidata |
|        | el Jonquer                                   | les Planes d'Hostoles | nucli de població             |                                                                                     | 42° 03′ 11″ N, 2° 32′ 51″ E / 42.053065°N,2.547574°E 340 msnm                                           |                                            | El Jonquer (nucli)                           | Modifica les dades a Wikidata |
|        | roure de la Xoriguera                        | les Planes d'Hostoles | arbre singular                | Taxon: roure martinenc (Quercus pubescens) Ample: 15.5m Alt: 34.5m Perímetre: 4.14m | 42° 02′ 19″ N, 2° 32′ 05″ E / 42.03863°N,2.5346°E ca:La Xoriguera, camí de la casa de la Coima 625 msnm | arbre monumental                           | Roure de la Xoriguera                        | Modifica les dades a Wikidata |